# Хадимбу
Хадимбу (рум. Hadâmbu) — село у повіті Ясси в Румунії. Входить до складу комуни Могошешть.
Село розташоване на відстані 305 км на північ від Бухареста, 18 км на південний захід від Ясс.

## Населення
За даними перепису населення 2002 року у селі проживали 1136 осіб, усі — румуни. Усі жителі села рідною мовою назвали румунську.